# Giovanni Gavagnin
Giovanni Gavagnin, né le 15 septembre 1936, à Portogruaro, en Italie et décédé le 3 mars 2013 à Caserte, en Italie, est un ancien joueur et entraîneur italien de basket-ball.

## Palmarès
- Champion d'Italie 1961, 1964
- Coupe d'Italie 1968
- Coupe intercontinentale 1966, 1970
- Coupe des coupes 1970